# Comuna Czerwionka-Leszczyny
Czerwionka-Leszczyny este o gmină (district administrativ) urban-rurală (rurbană) în powiatul Rybnik, voievodatul Silezia, din sudul Poloniei. Localitatea sa de reședință este orașul Czerwionka-Leszczyny, care se află la aproximativ 15 kilometri nord-est de Rybnik și la 24 kilometri vest de capitala regională Katowice.
Gmina acoperă o suprafață de 115,65 kilometri pătrați și avea în 2006 o populație totală de 40.956 locuitori (din care populația orașului Czerwionka-Leszczyny era de 28.486 locuitori și populația rurală a gminei de 12.470 de locuitori).
Gmina conține o parte din zona protejată numită Parcul Peisagistic Rudy.

## Sate
În afară de orașul Czerwionka-Leszczyny, Gmina Czerwionka-Leszczyny conține satele Bełk, Książenice, Palowice, Przegędza, Stanowice și Szczejkowice.

## Gmine învecinate
Gmina Czerwionka-Leszczyny se învecinează cu orașele Knurów, Orzesze, Rybnik și Żory și cu gminele Ornontowice și Pilchowice.